# Sciurus niger
Espèce
Statut de conservation UICN

 LC  : Préoccupation mineure
L'écureuil fauve ou écureuil-renard (Sciurus niger) est un mammifère arboricole de l'Amérique du Nord. Comme la plupart des écureuils il appartient à la famille des Sciuridés.

## Description
Cette espèce se différencie de l'écureuil gris (Sciurus carolinensis) par sa taille. Sciurus niger est plus grand, avec une masse de 507-1 361 grammes et une longueur de 454–698 mm.
L'écureuil-renard est remarquable aussi pour son pelage très variable. Plusieurs populations ou individus présentent du mélanisme, de l'érythrisme ou de l'albinisme.

## Répartition et habitat
Les populations se trouvent dans l'est des États-Unis; du nord au sud jusqu'à la Floride, et à l'ouest jusqu'au Texas, l'Arkansas et les Dakotas. Il est sympatrique avec l'écureuil gris (Sciurus carolinensis) dans la plupart de son aire de répartition.

Carte de répartition. Les étoiles représentent des introductions

## Classification
Cette espèce a été décrite pour la première fois en 1758 par le naturaliste suédois Carl von Linné (1707-1778).

### Liste des sous-espèces
Cette espèce est composée de sous-espèces diversement reconnues selon les classifications.
Selon la classification classique  ITIS :
- Sciurus niger cinereus
- Sciurus niger niger

Selon la classification phylogénétique NCBI:
- Sciurus niger rufiventer

On cite aussi en plus:
- Sciurus niger bachmani
- Sciurus niger limitis
- Sciurus niger ludovicianus
- Sciurus niger shermani
- Sciurus niger vulpinus.

et d'autres sous-espèces[réf. nécessaire]:
- Sciurus niger avicennia
- Sciurus niger subauratus

## Législation européenne
En Europe, Sciurus niger est inscrit depuis 2016 dans la liste des espèces exotiques envahissantes préoccupantes pour l’Union européenne. Cela signifie qu'il est dorénavant interdit d'acquérir, de vendre, d'échanger et de faire se reproduire les individus de l'espèce Sciurus niger, de même que Tamias sibiricus, Sciurus carolinensis et Callosciurus erythraeus, et ce nulle part dans l'Union européenne. Il est surtout interdit de les relâcher dans la nature afin de protéger les espèces autochtones.